# Судзумура, Котаро
Котаро Судзумура (яп. 鈴村 興太郎, Suzumura Kōtarō; 7 января 1944, Токонамэ, Япония — 15 января 2020) — японский экономист, эмерит профессор университета Хитоцубаси, эмерит-профессор университета Васэда.

## Биография
Котаро родился 7 января 1944 года в японском городке Токонамэ префектуры Айти.
Прошел обучение в университете Хитоцубаси, где в 1966 году получил степень бакалавра экономики, в 1968 году степень магистра в области экономики,
а в 1971 году получил докторскую степень в Высшей школы университета Хитоцубаси.
Преподавательскую карьеру начал на кафедре экономики университета Хитоцубаси в должности преподавателя в 1971—1973 годах.
И продолжил в качестве доцента Института экономических исследований Киотского университета в 1973—1982 годах.
После чего вернулся в университет Хитоцубаси в качестве доцента в 1982—1984 годах, а в 1984—2008 годах был назначен профессором кафедры экономики Института экономических исследований при университете Хитоцубаси. В 2008 году стал эмерит-профессором университета Хитоцубаси. В 2008—2014 годах профессор в Школе политических наук и экономики при университете Васэда. В 2014 году стал эмерит-профессором университета Васэда.
В это же время читал лекции как приглашённый научный сотрудник на кафедре экономики в Кембриджском университете в 1973—1974 годах.
А с 1974 по 1976 год преподавал на кафедре экономики Лондонской школы экономики и политических наук.
В 1979—1980 годах — доцент кафедры экономики Стэнфордского университета.
В 1986 году читал лекции в качестве приглашенного научного сотрудника на кафедре экономики и коммерции в Австралийском Национальном университете, на кафедре экономики в Пенсильванском университете в 1987 году и на кафедре экономики Колледжа Всех Душ Оксфордского университета в 1988 году, на кафедре экономики в Гарвардском университете в 1993 году.
Научную работу начал в 1984 году в качестве редактор журнала Social Choice and Welfare, в течение двух лет был редактором журнала The Japanese Economic Review в 1984—1986 годах, в 1986—1991 годах — редактор журнала Journal of the Japanese and International Economies, а в 1986—2020 годах являлся помощником редактора журнала Journal of Industrial Economics.
В 1990—1992 годах работал в качестве генерального директора Токийского центра экономических исследований. В 1990-2020 годах член Эконометрического общества, в 2011—2020 годах член Японской академии наук. В 1999—2000 годах был президентом Японской экономической ассоциации, после назначен председателем Общества общественного выбора и благосостояния в 2000—2001 годах, занимал должность вице-председателя Научного совета Японии в 2006—2011 годах, в течение года был президентом Ассоциации права и экономики в 2010—2011 годах.
Котаро Судзумура скончался 15 января 2020 года в больнице в Токио от рака поджелудочной железы.

## Основные идеи
Котаро исследуя экономику благосостояния и теорию общественного выбора, ввёл понятие консистенция Судзумура, которая впоследствии стала активно использоваться и дополняться.
В своих работах отмечает, что:
аксиоматическая характеристика рационального выбора — целенаправленное действие;
существует логический конфликт между справедливостью и эффективностью, связывая теорию справедливости и теорию общественного выбора;
благосостояние — это эффект конкуренции, а не то что, конкуренция — эффективный механизм распределения ресурсов;
уровень возможностей для выбора и процедур для выбора лежит вне консеквенциализма.

## Награды
За многочисленные труды Котаро был неоднократно награждён:
- 1984 — премия Никкей для книг по экономике;
- 1988 — премия Никкей для книг по экономике;
- 2004 — медаль Почёта c пурпурной лентой (Япония);
- 2006 — премия Японской академии наук;
- 2011 — член Японской академии наук;
- 2017 — орден Священного сокровища c золотой и серебряной звездой «в знак признания его многолетних достижений в области образования и научных исследований и вклада в академическую науку в Японии»[9];
- 2017 — заслуженный деятель культуры Японии[англ.] «за выдающиеся достижения в области теории социального выбора и экономики благосостояния, а также за ведущую роль в экономическом обществе»[10].